# 贵溪站
贵溪站是一个皖赣线和沪昆线上的铁路车站，位于江西省鹰潭市贵溪市雄石街道，建于1935年，目前为二等站，邮政编码为335400。目前客运：办理旅客乘降；行李、包裹托运；货运：办理整车、零担货物发到。

## 歷史
贵溪站于1935年建成通车，为三等站。当时站内设有2条到发线、1条货物线，并设有一座面积25平方米的站房:177。
贵溪站在日本侵华战争中被毁，战后修复车站时新建站房，并延长了车站股道长度。修复工程于1947年11月完工。1959年，车站新增到发线一条，货场新建一栋仓库。1966年车站对站场和站房进行了扩建，截至1990年贵溪站站房面积887平方米。1992年，车站新站房建成:177。2004年当地政府又对站前广场进行了改造。
贵溪站曾经由上饶车务段管理，1980年7月成为南昌铁路局的直属车站:177，管辖贵溪北站。1997年5月童家站又被划归贵溪站管辖。1998年1月贵溪站整体建制并入鹰潭车站管辖:178。

## 车站结构

### 站房

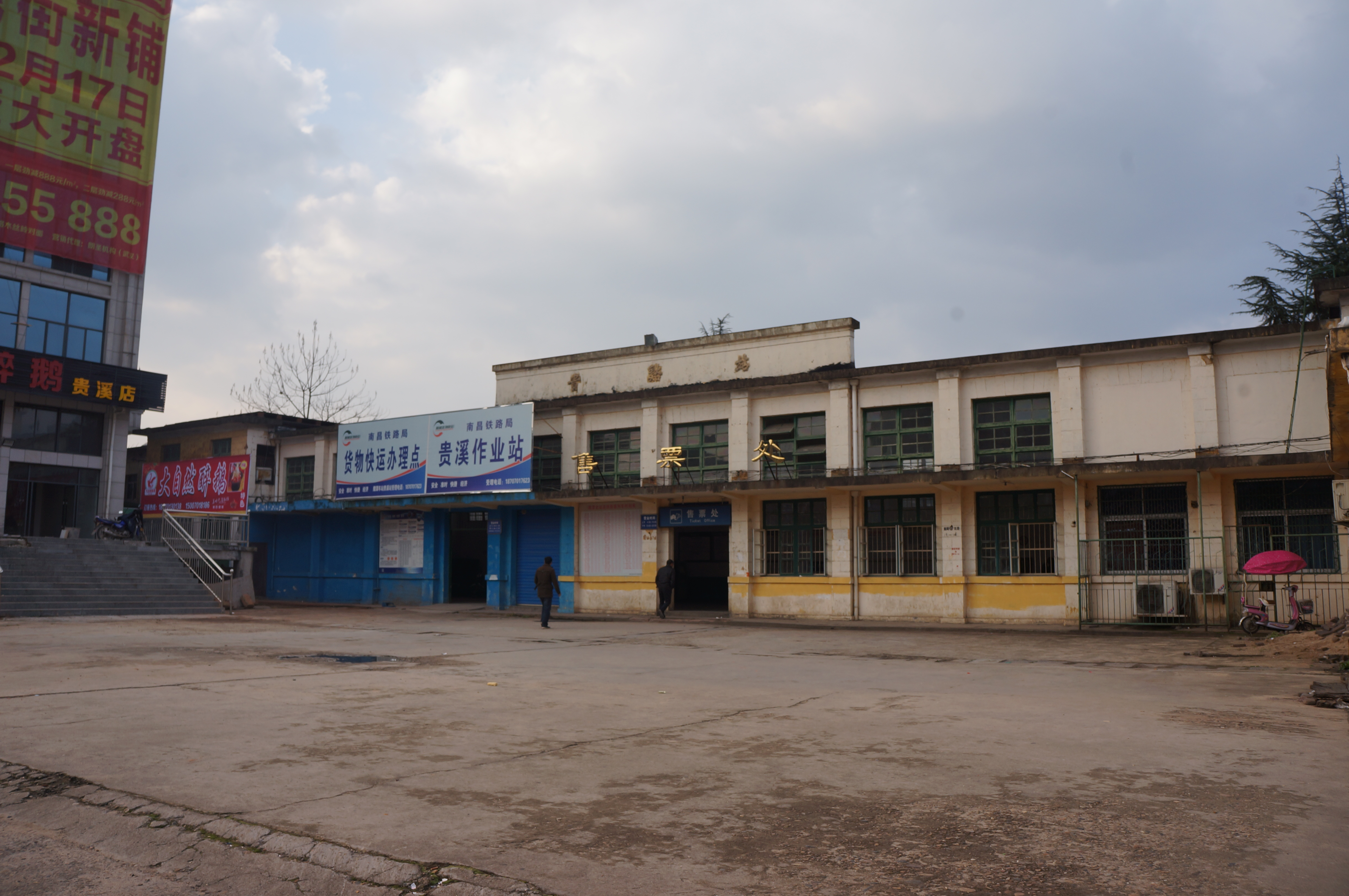
贵溪站售票处

贵溪站目前使用的站房建于1992年，面积2131平方米:177。其中候车室面积1500平方米，提供候车服务。但由于贵溪站停靠列车数量较少，贵溪站候车室仅在上午6:30-10:30；下午13:00-23:00开放。

### 站场
贵溪站设有两个站台面，包括一个基本站台和一个中间站台，共编有三个站台号。车站站场设有到发线5股、正线2股、调车线5股、货物线2股:177。车站货场办理普通货物及零散货物快运到发业务，设有通往中铁二十四局集团贵溪桥梁厂、鹰潭工务机械段、江铜贵溪冶炼厂、贵溪发电厂和贵溪市农业生产资料公司的专用线。
| 侧式站台 |                         |
| 1站台    | 沪昆铁路列车            |
| 侧线     | 沪昆铁路列车            |
| 侧线     | 沪昆铁路列车            |
| 正线     | 沪昆铁路 下行列车通过线 |
| 2站台    | 沪昆铁路 上行列车通过线 |
| 岛式站台 |                         |
| 3站台    | 皖赣铁路 列车           |
| 侧线     | 沪昆、皖赣铁路列车      |
| 调车线   |                         |
| 货场     | 贵溪站货场股道          |

## 車站周邊
- 贵溪市第三小学
- 中国工商银行贵溪支行火车站分理处
- 中国建设银行贵溪支行
- 中国邮政储蓄银行贵溪商城支行
- 鹰潭贵溪美橙时尚宾馆

## 事件
2007年3月21日，因部分当地民众听传言称鹰潭市将对其行政区划进行调整而不满，于当日上午11时35分许进入贵溪市火车站。后在少数人怂恿下上道拦截铁路，大约有200余人。随后时任江西省省长吴新雄，省委常委、政法委书记舒晓琴，公安厅厅长曾页九等立即赶到贵溪站现场指挥处置，鹰潭市政府部门亦组织党政干部做群众工作。聚集在铁轨上的群众于下午5点25分疏散，贵溪站秩序恢复正常。